# Stadler FLIRT

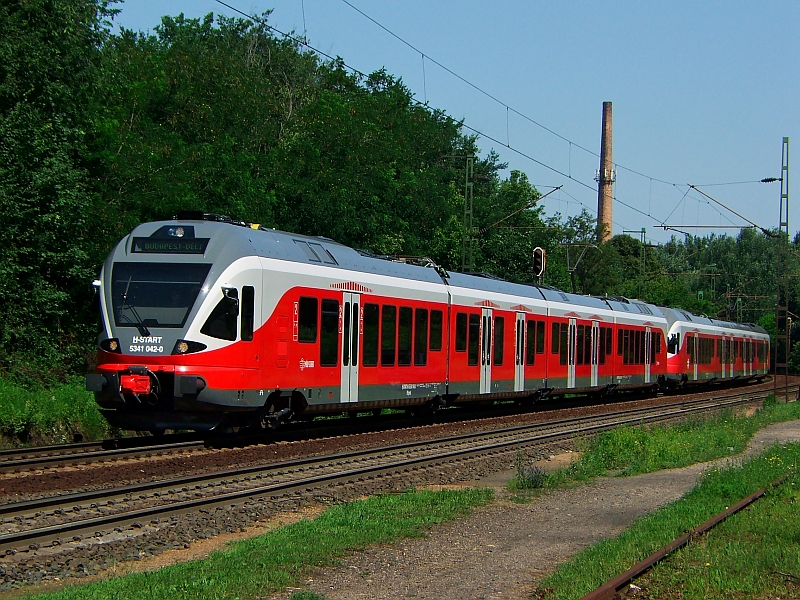
Dvě spřažené čtyřdílné elektrické jednotky FLIRT maďarského dopravce MÁV-START

Stadler FLIRT je název pro elektrické a motorové jednotky, které vyrábí závody švýcarské skupiny Stadler Rail. Výroba probíhá od roku 2004. Název FLIRT je zkratkou z německého Flinker Leichter Innovativer Regional Triebzug, případně anglického Fast Light Innovative Regional Train. Jednotky tohoto typu jsou vyráběny pro dopravce v mnoha zemích, mezi jejich zástupce patří také česká řada 480, kterou využívá dopravce Leo Express.

## Modifikace
Výrobce tyto soupravy nabízí jako elektrické jednotky, ale také ve verzi se spalovacím motorem. Zákazník si přitom podle svých potřeb může objednat soupravy skládající se ze dvou až šesti vozů, které jsou spojeny prostřednictvím Jakobsových podvozků. Na tyto jednotky pak navazuje novější verze FLIRT3, která splňuje nové požadavky norem TSI.